# Модок (национальный лес)
Модок (англ. Modoc National Forest) — национальный лес на северо-востоке штата Калифорния, США. Площадь леса составляет 6695,09 км². Расположен на территории округов Модок (82,9 %), Лассен (9,4 %) и Сискию (7,7 %).
В восточной части леса расположен отросток Каскадных гор, известный как хребет Уорнер-Маунтинс. Восточные склоны хребта круто обрываются, тогда как западные склоны — более пологие. Флора на территории леса имеет большое разнообразие, что связано с различиями в абсолютной высоте и количестве осадков в разных частях Модок. В западных предгорьях, поросших кустарником, распространены пуршия и североамериканский церкокарпус. Выше распространены леса из сосны жёлтой, пихты одноцветной, пихты великолепной. Ближе к горным вершинам калоцедрус и осина сменяются лесами из сосны скрученной широкохвойной и сосны западной белой. 176 км² лесов признаны как реликтовые; основными деревьями таких лесов являются вышеупомянутые сосна жёлтая, сосна скрученная широкохвойная, калоцедрус и пихта великолепная. Северную часть территории занимают около двух третей озера Гус.
Национальный лес Модок был образован 29 ноября 1904 года как лесной заповедник Модок. Он был назван в честь индейцев модок, которые исторически проживали на этих землях. В 1905 году Модок перешёл под управление Лесной службы США, а 4 марта 1907 года получил статус национального леса. 1 июля 1908 года лес был расширен за счёт присоединения к нему национального леса Уорнер-Маунтинс. Штаб-квартира леса расположена в городе Альтурас, округ Модок.